# او-۷۳ (کریگس‌مارینه)
او-۷۳ (به آلمانی: U-73) یک او-بوت کریگسمارینه از نوع ۷ب بود.